# Есиповы
Есиповы — дворянские роды, из Новгородских бояр.
Их потомство разделилось на три ветви:
1. Потомство Авраама, по прозванию Милай, Есипова, жалованного поместьями в 1622 (Гербовник VI, 54);
2. Потомство Петра и Василия Гордеевых Есиповых, писанных в 1672 в числе дворян и детей боярских (Гербовник VIII, 106);
3. Потомство Фёдора Семёновича, Воина Афанасьевича и Артемия Фёдоровича, верстанных в 1624 поместным окладом (Гербовник IX, 56).

Трое Есиповых участвовали в избрании царя Михаила Федоровича: Иван, дворянин рязанский, Юрий и Ефим дворяне тульские.
Род Есиповых внесён в I, II и VI ч. дворянских родословных книг Казанской, Московской, Симбирской и Тверской губерний.
Пять родов Есиповых восходят к XVII в., остальные, числом десять, позднейшего происхождения.

## Происхождение и история рода
Предки были новгородскими дворянами. Есип Васильевич новгородский боярин (1435), а сыновья его: Василий — посадник, тысяцкий, Богдан и Дмитрий — посадниками, которые владели поместьями в Новгородской области. Иван Васильевич, сын боярский, сопровождал в Литву княжну Елену Ивановну, Судак Иванович упомянут (1504), а Верига Иванович (1513). Трое Есиповых владели поместьями в Тверском уезде (1539).  Афанасий Фёдорович поручился (1565) по князю В.С. Серебряному. Сын боярский Рязанского владыки, Инозем Тимофеевич и бортник Крюк Есиповы владели поместьями в Рязанском уезде (1567).  Опричниками Ивана Грозного (1573) числились Пётр и Смага Есиповы. Третьяк Михайлович владел поместьем в Московском уезде, Борис и Кирей Захарьевичи в Коломенском уезде (1577). Иванис Есипов посланец в Кизилбаши (1608), составлял дозорные книги (1615), владелец поместья в Рязанском уезде (1616). Четверо Есиповых получили вотчины за Московское осадное сидение (1618).

## Описание гербов

#### Герб. Часть VIII. № 106.
Герб потомства Петра и Василия Гордеевых детей Есиповых: щит, разделённый диагонально, к правому нижнему углу надвое, имеет 1-ю половину серебряную, в которой находится лев, обращённый в левую сторону, и три чрез сего льва диагонально же означены полосы, две крайние красные и одна средняя голубого цвета. Во 2-й золотой половине видны таковые ж, как и в 1-й, три полосы и внизу крестообразно изображены две стрелы остриём вверх (польский герб Ёдзешко).
Щит увенчан дворянским шлемом с дворянской на нём короной со страусовыми перьями. Старочеркасская золотой и серебряный, подложен красным.

#### Герб. Часть IX. №  56.
Герб потомства Семена Есипова: щит разделен горизонтально на две части. В верхней части, в голубом поле, в правом верхнем углу изображено сияющее солнце. В нижней части, в серебряном поле, находится скачущий в правую сторону на коне ездок с поднятой саблей и с наполненным мячами ведром. Щит увенчан дворянским шлемом и короной со страусовыми перьями, на которых означена согнутая в латах рука с мечом. Намёт на щите голубой, подложенный серебром. Щитодержатели: два льва.

#### Герб. Часть VI. № 54.
Герб рода Есиповых: щит разделен горизонтально надвое. В верхней части, в красном и золотых полях, изображено золотое ведро, а в нижней части, в золотом и черных полях - лев, идущий в правую сторону, которые вид свой имеют переменных с полями цветов. Щит увенчан дворянским шлемом с дворянской на нём короной и с тремя страусовыми перьями. Намёт на щите красный и черный, подложенный золотом.

## Известные представители
- Есипова Оксинья Микитина — новгородская боярыня, имела владения дворов (1563): Антомский погост — 173; Шальский погост — 79; Пудожский погост — 12; Водлозерский погост — 14[1].
- Есипов Иван Истомин — осадный голова у Николы Зарайского (1581).
- Есипов Иван — тульский дворянин, защитник Сергиево-Троицкого монастыря (1608—1610) и при осаде был ранен.
- Есипов Андрей Дмитриевич — московский дворянин (1627—1640). воевода в Пронске (1615—1616), в Веневе (1617—1619), в Епифани (1623), в Зарайске (1638—1639).
- Есиповы: Андриан и Иван Ивановичи, Осип, Фёдор, Иван и Василий Дмитриевичи — московские дворяне (1627—1658), Василий Дмитриевич послан гонцом в Англию (1629).
- Есипов Сила Иванович — рязанский городовой дворянин (1627—1629), осадный голова в Печерниках (1616).
- Есипов Борис Иванович — воевода в Епифани (1618—1619), Зарайске (1620).
- Есипов Иван Иванович — воевода в Путивле (1624—1626).
- Есипов Пётр Иванович — воевода в Зарайске (1625—1626).
- Есипов Пётр — воевода в Алексине (1625—1627).
- Есипов Андрей Борисович — рязанский городовой дворян (1627—1629).
- Есипов Пётр Тимофеевич — воевода в Ланшеве (1629—1630).
- Есипов Иван Дмитриевич — воевода в Коломне (1647—1649).
- Есипов Гордей Федорович — воевода в Шешкеевском остроге (1651).
- Есипов Артемий Фёдорович — участник Литовского похода (1654—1655), вотчинник Ржевского уезда.
- Есипов Иван Силыч — жилец (1651), убит под Конотопом (1659).
- Есиповы: Юрий Силин, Михаил Осипович, Михаил Петрович, Никита Фёдорович, Исай и Иван Андреевичи — московские дворяне (1658—1677).
- Есипов Никита — подьячий, воевода в Симбирске (1665—1670) (два раза).
- Есипов Михаил Петрович — воевода в Царицыне (1674—1675).
- Есипов Андриан Иванович — воевода в Перемышле (1677—1678).
- Есиповы: Постник Павлович, Наум Перфильевич, Иван Борисович и Агап Савинович — участники Чигиринского похода (1678).
- Есиповы: Петр Иванович, Фёдор и Григорий Никитичи, Фёдор, Леонтий и Андрей Михайловичи — стольники (1692)[8][9].